# Dekanat Zawiercie – Najświętszej Maryi Panny Królowej Polski
Dekanat Najświętszej Maryi Panny Królowej Polski w Zawierciu – jeden z 36 dekanatów archidiecezji częstochowskiej. Znajduje się w regionie zawierciańskim. W jego skład wchodzą następujące parafie:
- parafia Najświętszej Maryi Panny Różańcowej i św. Franciszka z Asyżu w Górze Włodowskiej i Zdowie,
- Rudniki k. Zawiercia – św. Barbary DM,
- Włodowice – św. Bartłomieja Apostoła,
- parafia Miłosierdzia Bożego w Zawierciu,
- parafia Najświętszej Maryi Panny Królowej Polski w Zawierciu,
- parafia Przenajświętszej Trójcy w Zawierciu,
- parafia św. Maksymiliana Marii Kolbego KM w Zawierciu,
- parafia św. Mikołaja BM w Zawierciu,
- parafia św. Wojciecha BM w Zawierciu.